# Tangara ceinturé
Ramphocelus sanguinolentus
Espèce
Statut de conservation UICN

 LC  : Préoccupation mineure
Le Tangara ceinturé (Ramphocelus sanguinolentus) est une espèce de passereaux appartenant à la famille des Thraupidae.

## Description
Cet oiseau mesure en moyenne 19 à 20 cm de longueur. Le plumage des adultes est noir avec un collier rouge couvrant la nuque, le cou et le ventre (remarquablement semblable au Cardinal à collier). Toutes les plumes de la base de la queue sont également rouges. Le bec est d'un bleu pâle frappant, les pattes sont bleu-gris. Chez les adultes, les iris sont pourpres, contrairement à ce qui est montré dans Howell et Webb. Les femelles sont en moyenne légèrement plus ternes que les mâles, mais elles sont parfois impossibles à distinguer d'eux. Les juvéniles sont semblables sauf que le sommet de la tête est rouge sombre, les zones noires sont teintées de brun et la poitrine est mouchetée de rouge et de noir. Ils ont aussi un bec de couleur plus terne.
Ses vocalisations sont aigües et sifflantes. Il a plusieurs appels, l'un rendu par ssii-p est émis aussi bien perché qu'en vol. Son chant est saccadé et se compose de deux à quatre trilles séparées par des pauses, teew tueee, chu-chee-wee-chu, teweee.
Le nid est une coupe réalisée avec des matériaux tels que mousses, radicelles et bandes de grandes feuilles comme celles de bananiers ou d'Heliconia et est placé à mi-hauteur dans un arbre en lisière de forêt. La femelle y pond généralement deux œufs bleu pâle avec des taches noirâtres.

## Répartition
Cet oiseau vit dans les montagnes du sud de Veracruz et du nord d'Oaxaca au Mexique en suivant le versant atlantique de l'Amérique centrale jusqu'aux hautes terres de l'ouest du Panama.

## Habitat
Cette espèce habite la lisière des forêts vivaces humides et de seconde génération où elle se tient souvent en couple à l'étage moyen ou supérieur de la végétation.

## Sous-espèces
D'après Alan P. Peterson, cet oiseau est représenté par 2 sous-espèces :
- Ramphocelus sanguinolentus apricus (Bangs) 1908 ;
- Ramphocelus sanguinolentus sanguinolentus (Lesson) 1831.